# Eagle (golf)
Eagle (engelska för örn) är en golfterm som innebär att bollen går i hålet på 2 slag under hålets par, det vill säga 2 slag på ett par 4-hål, 3 slag på ett par 5-hål et cetera. Resultatet är vanligast på par 5-hål, och i professionella tävlingar är de relativt vanliga, då många professionella spelare klarar av att nå green på två slag på ett par 5-hål.